# Rappersdorf (Gemeinden Sattledt, Sipbachzell)
Rappersdorf  ist ein Ort im Traunviertel in Oberösterreich wie auch
Ortschaft der Gemeinden Sipbachzell und Sattledt im Bezirk Wels-Land.

## Geographie
Der Ort
befindet sich etwa 9 Kilometer südöstlich von Wels, direkt nördlich von Sattledt und 3½ Kilometer westlich von Sipbachzell.
Er liegt im Traun-Enns-Riedelland und erstreckt sich auf 2½ km auf Höhen um die 400 m ü. A. am Riedeln zwischen Weyerbach (über Weißkirchen bei Haid zur Traun) im Osten und dem obersten Bachtal des Schleißbachs (nach Schleißheim zur Traun) im Westen.
Die Ortschaft umfasst etwa 40 Gebäude mit um die 150 Einwohnern. Der Gutteil sind zerstreute Häuser, die zum Gemeindegebiet Sipbachzell gehören, dabei die Einzellagen Mansteiner, Wasenberg (am Weyerbach) und Zauner (Schleißbachgraben), nur der südlichste Weiler (5 Häuser Rappersdorf), durch ein kleines Waldstück (Illingerholz) an der Gemeindegrenze getrennt, liegt schon auf Sattledter Gebiet.
Der Ort liegt heute direkt neben der West Autobahn (A1), kurz nach der Anschlussstelle Sattledt, Richtung Allhaming (Linz/Wien) links (km 192): Diese verläuft südöstlich vorbei. Die Streusiedlung selbst ist nur durch eine Gemeindestraße und Güterwege erschlossen.
Nachbarorte und -ortschaften
| Edtholz (O, Gem. Thalheim b.W.)         | Blindenmarkt (O, Gem. Schleißheim)          | Leombach (O, Gem. Sipbachzell) Weiding (bei Leombach, Gem. Sipbachzell) |
| Unterhart (O, Gem. Steinhaus, Sattledt) | Kompassrose, die auf Nachbargemeinden zeigt | Weiding (bei Sipbachzell) Sipbachzell (O, Gem. Sipbachzell)             |
|                                         | Sattledt (O, Gem. Sattledt)                 | Giering (O, Gem. Sipbachzell, Sattledt)                                 |

## Geschichte
Im Raum ist frühgeschichtliche Besiedlung belegt (Hortfund bei Giering), zur Römerzeit gehört er zum Umland von Ovilava/Wels, Bistum Lauricum, Provinz Noricum. Nach dem Hunneneinfall und in der Völkerwanderungszeit geht die Bevölkerung zurück. Der Raum ist als Kulturgrenze zum Slawischen schon im 8. Jahrhundert bairisch besiedelt (Burg Leombach) und gehört zu Stift Kremsmünster (gegr. 777). Während der Ungarneinfälle im frühen 10. Jahrhundert ist er wieder bedroht.
1299 ist hier ein Meilenstein erwähnt, der zur wichtigen Altstraße Wels–Pyhrn gehört (heutiges Gehöft Marsteiner, Meile 5 ab Wels).
Ursprünglich im Ostteil des Herzogtums Bayern liegend und die Südgrenze des Traungaues zum Ulsburggau bildend, gehörte der Ort seit dem 12. Jahrhundert zum Herzogtum Österreich. Seit 1490 wird er dem Fürstentum Österreich ob der Enns zugerechnet.
Der Ort selbst ist im 14. Jahrhundert als rapotzdorf urkundlich, zu einem Personennamen Rapoto, Ratbald.
Der Ort gehörte in der mittleren Neuzeit zur Pfarre Sipbachzell im Distrikt Kremsmünster, ab 1868 zum neuen Bezirk Wels-Land. Die landestypischen Vierkanter finden sich zahlreich wie schon vor 200 Jahren.
1958 wurde die Autobahn gebaut (Baulos Ennsdorf–Sattledt, Eröffnung 3. Dezember 1958).

## Sehenswürdigkeiten und Tourismus
Beim Ortbauern, im Sattledter Ortsteil, steht eine Kapelle, Ortbauernkapelle genannt. Die Marienkapelle wurde ursprünglich 1842 errichtet und gehörte ursprünglich zum Huemergut. 1991 wurde sie neu errichtet, als typische Kleinkapelle in bäuerlich-ländlichem Stil eines Neo-Barockklassizismus. Außen ist sie mit scraffitoartiger Malerei und zwei Steinsäulen geschmückt.
Beim Mansteiner und Wasenberg im Norden quert von Blindenmarkt nach Rafing der Voralpen-Radweg, der von Schleißheim bei Wels südostwärts über Bad Hall zum Kremstalradweg bei Achleiten bei Kremsmünster führt.